# Фонд Каріпло
Фонд Каріпло (іт. Fondazione Cariplo) — благодійна організація, розташована в Мілані, Італія, заснована у грудні 1991 року після набуття чинності закону Амато (Закон № 218 від 30 липня 1990 року). Згідно з цим законом, ощадні банки повинні були розділитися на неприбутковий фонд та комерційний банківський підрозділ. Ощадний банк Ломбардії (іт. Cassa di Risparmio delle Provincie Lombarde), відомий як Cariplo, було розділено на фонд Каріпло та банк Cariplo SpA, який у 1998 році об’єднався з банком Ambroveneto.
Станом на грудень 2023 року активи Фонду Каріпло становили 8 207 623 005 євро 
Фонд Каріпло є частиною Partner Circle платформи Foundations Platform F20 — глобальної мережі фондів та інших філантропічних організацій. 

## Власність
Наприкінці 2000 року Фонд Каріпло володів 9,87% акцій банку Intesa (зменшившись з 18,55%  які були до злиття Intesa з Banca Commerciale Italiana), а також 2,77% акцій Sanpaolo IMI.  Станом на 31 грудня 2006 року, за день до злиття Intesa та Sanpaolo, фонд був другим за величиною акціонером Intesa після Crédit Agricole. 
Після злиття Фонд Каріпло став п’ятим за величиною акціонером Intesa Sanpaolo, володіючи 4,68% акцій (станом на 31 грудня 2007 року).  Однак станом на 31 грудня 2014 року фонд піднявся до третього за величиною акціонера, поступаючись лише Compagnia di San Paolo (9,506%) та BlackRock (який діяв як управляючий фондами для своїх клієнтів, 4,897%). Три інші основні акціонери з часткою понад 2% були: Ente Cassa di Risparmio di Firenze (3,248%), Fondazione Cassa di Risparmio di Padova e Rovigo (4,162%) та Norges Bank (2,032%). 
Фонд Каріпло є найбільшим акціонером (37,65%) Quaestio Holding, материнської компанії Quaestio Capital Management SGR, італійською компанією з управління активами.

## Підтримка України
Після повномасштабного вторгнення Росії в Україну у лютому 2022 року Фонд Каріпло виділив понад 3,4 мільйона євро на підтримку ініціатив для подолання гуманітарної кризи в Україні. Допомогу надають як у сусідніх з Україною країнах, так і в італійських провінціях Ломбардія, Новара та Вербано-Кузіо-Оссола, що є основним регіоном діяльності фонду. Серед заходів: внесок у розмірі близько 437 000 євро для ініціативи гуманітарної допомоги, запущеної ACRI – Італійською асоціацією фондів банківського походження; виділення 2 мільйонів євро на підтримку ініціатив, організованих 16 ломбардськими громадськими фондами для прийому та підтримки українських біженців; а також бюджет у розмірі 1 мільйона євро для вирішення житлових потреб.
Фонд Каріпло є одним із фінансових партнерів проєкту «Європейський виклик» (The Europe Challenge), який сприяє розвитку бібліотек у 26 країнах Європи. Станом на 2024 рік, проєкт підтримав чотири ініціативи в Україні, зокрема ініціативу Львівської Муніципальної бібліотеки «Цифрові навички для людей з порушенням зору», ініціативу Бучацької публічної бібліотеки «Простір творчості, арт-терапії та психологічного розвантаження «Добротека ART», ініціативу Тернопільської обласної універсальної наукової бібліотеки «Польська без кордонів»  та ініціативу з ресоціалізації засуджених від Публічної бібліотеки імені Лесі Українки з Києва. 